# Covelo de Paivó e Janarde
Covelo de Paivó e Janarde (llamada oficialmente União das Freguesias de Covelo de Paivó e Janarde) es una freguesia portuguesa del municipio de Arouca, distrito de Aveiro.

## Historia
Fue creada el 28 de enero de 2013 en aplicación de una resolución de la Asamblea de la República de Portugal promulgada el 16 de enero de 2013 con la unión de las freguesias de Covelo de Paivó y Janarde, pasando su sede a estar situada en la antigua freguesia de Covelo de Paivó.

## Demografía
| Gráfica de evolución demográfica de Covelo de Paivó e Janarde entre 2011 y 2021 |
|                                                                                 |
| Datos según el nomenclátor publicado por el INE portugués.                      |